# پوتزر الستر
پوتزر الستر (به انگلیسی: Pützer_Elster) یک هواگرد از نوع تفریحی سبک ساخت شرکت Pützer است. هواگرد پوتزر الستر نخستین پروازش را در ۱۰ ژانویه ۱۹۵۹ میلادی انجام داد. در مجموع، تعداد ۴۵ فروند از این هواگرد ساخته شده‌است.
طراح این هواگرد، Alfons Pützer بود.